# Юрко Позаяк
Юрко́ Позая́к (справжнє ім'я Ли́сенко Ю́рій Васи́льович, нар. 9 травня 1958) — український поет, перекладач та державний службовець. Керівник Служби підготовки виступів Президента України Секретаріату Президента України (2008—2010). Кандидат філологічних наук (1989), доцент (1995). Син українського письменника Василя Лисенка.

## Біографія
- 1958 — народився в Києві, в сім'ї письменника Василя Олександровича Лисенка (1927—2016) і вченої-філолога Елеонори Іванівни Лисенко (1935—2013).
- 1980 р. закінчив КНУ ім. Тараса Шевченка (слов'янська мова і література, філолог, викладач сербохорватської мови та літератури, викладач української мови та літератури, перекладач). Викладав українську мову в Інституті журналістики Київського університету з 1981 по 1997 рік.
- вересень 1998 — березень 2008  — другий секретар, перший секретар Міністерства закордонних справ України. Працював у посольстві України в Хорватії (1998—2002) та Сербії (2004—2008).
- березень 2008 — березень 2010 року  — керівник Служби підготовки виступів Президента України Секретаріату Президента України

## Творчість
Учасник поетичної групи «Пропала грамота». Упорядник антології «Антологія альтернативної української поезії. Зміни епох: Друга половина 80- х — початок 90-х років».

### Творчий доробок
- Збірка «Пропала грамота» (1991) однойменного поетичного гурту (Юрко Позаяк, Семен Либонь (Олекса Семенченко), Віктор Недоступ (Лапкін).
- «Шедеври» (1997).
- Лімерики, опубліковані у збірнику «Молода Україна»[2].
- «Чорнобильський букварик»[3].
- Навчальний вірш для студентів-журналістів «Дідова казка».

## Родина
Дружина Алла Лисенко (з 1991 року), дочка Дарина Лисенко (1992 р.н) і син Андрій Лисенко (2005 р.н.).